# 湖北双蝴蝶
湖北双蝴蝶（学名：Tripterospermum discoideum），为龙胆科双蝴属下的一个植物种。